# Lovie Smith
Lovie Smith (født 8. maj 1958) er en amerikansk fodbold træner, der i øjeblikket er head coach for Tampa Bay Buccaneers i den amerikansk National Football League. Lovie Smith var head coach for Chicago Bears siden 2006 og frem til 2012, i 2007 førte han dem i Super Bowl, hvor de dog tabte til Indianapolis Colts 29-17. Lovie har også ført St. Louis Rams til Super Bowl i 2001 som defensive cordinator, men den vandt New England Patriots 20-17.

## Tidligere liv
Lovie er født i Gladewater, Texas men er opvokset i Big Sandy, Texas. Han er søn af Thurman Smith og Mae Evelyn Chalk. I High School spillede han Linebacker og defensive end, og det fik han meget hæder for. Han spillede college football på University of Tulsa, og han var to gange en All-American safety og linebacker. Lovie har aldrig spillet professionelt football i NFL, og straks efter han dimitterede søgte han en trænerkarriere. Han første trænerjob var som defensive coordinator på et lokalt football hold. Derfra fik han forskellige jobs på college niveau.

## NFL Karriere
I 1996 begyndte han sin professionelle trænerkarriere, som linebacker coach for Tampa Bay Bucaneers. Efter at havde være der i 6 år, kom han til St. Louis Rams som defensive coordinater under head coach Mike Martz, manden der nu er han offensive coordinater i Bears. Rams defensive havde generelt være dårlig, men efter indsættelsen af Lovie som træner blev den forbedret, og Rams gik fra gns. at lukke 29,4 point ind pr. kamp i 2000 sæsonen, til at lukke 17,1 point ind i 2011 sæsonen. Disse resultater gjorde, at han i 2004 blev ansat som head coach i Chicago Bears. Hans første sæson var ikke god, hvilket gjorde at Bears endte med at være 5-11 og sidst i NFC North. Den efterfølgende søson blev meget bedre, bl.a. pga. deres startende Quarterback Rex Grossman var tilbager, og han førte den helt til NFC Championships, hvilken de dog endte med at tabe til Carolina Panthers. Den omvæltning fra 5-11 i hans Rookie sæson, til den efterfølgende sæson at være et af de 4 bedste hold i NFL, gjorde at han vandt  Associated Press NFL Coach of the Year Award. 
Den efterfølgende sæson gik Bears hele vejen til Super Bowl. I det Bears kvalificerede sig til Super Bowl, blev Lovie den først sorte head coach til at stå i en Super Bowl. Bare timer efter kvalificerede Colts sig også, og sammen med Colts' sorte head coach Tony Dungy, Lovies gode ven og mentor, blev de de første to sorte head coaches til at stå overfor hinanden i en Super Bowl. Lovie Smith og bears måtte til sidst lade sig besejre af Indianapolis Colts 29-17. Efter nederlaget kunne Lovie nu prale med at være den første Afro-Amerikaner til at tabe en Super Bowl som headCoach